# HK-areena
 (mars 2025).
Si vous disposez d'ouvrages ou d'articles de référence ou si vous connaissez des sites web de qualité traitant du thème abordé ici, merci de compléter l'article en donnant les références utiles à sa vérifiabilité et en les liant à la section « Notes et références ».
La HK-areena (anciennement nommée Élysée Arena, Typhoon et Turkuhalli) est une salle polyvalente du quartier Artukainen à Turku en Finlande. Elle a été construite en 1965.

## La patinoire
La patinoire accueille notamment l'équipe de hockey sur glace du TPS Turku. Le TuTo Turku a aussi joué dans cette enceinte. La patinoire a une capacité de 11 820 spectateurs. Elle a accueilli le Championnat du monde de hockey sur glace 1991 en compagnie du Helsingin Jäähalli et du Hakametsä.

## Nom
- Typhoon Arena (1989-1994)
- Élysée Arena (1994)
- Turkuhalli (...-...)
- HK Arena (...-)